# اس.آی. هایاکاوا
اس. آی. هایاکاوا (انگلیسی: S. I. Hayakawa؛ زاده ۱۸ ژوئیهٔ ۱۹۰۶ - درگذشته ۲۷ فوریهٔ ۱۹۹۲) (به انگلیسی: [] Error: {{Lang}}: فاقد متن (راهنما)) سناتور سابق عضو جمهوری‌خواه بود. وی در سال ۱۹۷۷ تا ۱۹۸۳ میلادی سناتور ایالت کالیفرنیا در سنای ایالات متحده آمریکا بود.